# Ywesee
La société suisse ywesee GmbH — au nom prononcé en anglais : why we see — est une entreprise d'informatique dont le siège est à Zurich, en Suisse. Initialement fondée en 2000 comme une entreprise unipersonnelle par Zeno Davatz, elle a adopté depuis février 2005 le statut de société à responsabilité limitée (GmbH). Dans l'esprit de l'ouverture des données, cette entreprise développe et maintient oddb, de l'anglais : open drug database, une base de données de médicaments, et des logiciels libres associés.

## Histoire

### Litige avec Documed
Depuis l'an 2000 l'entreprise ywesee est présente dans le domaine des bases de données publiques concernant les médicaments disponibles en Suisse. Cette utilisation s'effectue en accord avec différents arrêts de divers tribunaux suisses et une décision de la Commission de la concurrence (Comco). Tous les logiciels ywesee sont open source.
En décembre 2003, quelques jours avant Noël, ywesee — encore à l'époque entreprise unipersonnelle (de) — est confrontée à une injonction préliminaire devant les tribunaux par Documed (de). Cette injonction est levée en janvier 2004 par le tribunal civil de Bâle-Ville. À la fin de l'année 2004 le groupe Galenica, qui a repris Documed, poursuit ywesee en son nom. La plainte de Documed est déposée le 11 février 2005.
L'action déposée en justice par Documed est rejetée par le Tribunal fédéral suisse notamment car cette société est alors dépositaire de mission publique d'information du public comme des professionnels de santé.
Les collections d'informations officiellement recueillies ne sont protégées d'aucun droit d'auteur en Suisse. L'arrêt du tribunal fédéral suisse du 13 février 2008 et la disposition de la Commission de la concurrence du 7 juillet 2008 sont la base de l'arrêt du Tribunal administratif fédéral (TAF) du 17 juin 2011,,.

### Plate-forme de publication de l'information des médicaments Swissmedic (AIPS)

#### Appel d'offres OMC
L'arrêt du Tribunal administratif fédéral du 17 juin 2011 conduit Swissmedic à développer sa propre solution informatique afin de répertorier toutes les informations médicamenteuses destinées aux professionnels de santé et aux patients, la plate-forme Swissmedic de publication des informations sur les médicaments, en allemand : Arzneimittelinformations-Publikationsplattform Swissmedic (AIPS).
Tout marché lancé par une autorité fédérale suisse dépassant un montant de 248 000 CHF doit faire l'objet d'un appel d'offres type OMC. Le cahier des charges rassemblant les exigences pour la plate-forme était très volumineux. L'appel d'offres OMC lancé par Swissmedic a été remporté par une proposition de HCI Solutions, une filiale du groupe Galenica. L'offre retenue pour l'élaboration et l'exploitation de la plateforme numérique implique un montant de 475 000 CHF sur cinq ans.

#### Obligation de publication
Depuis le 1er janvier 2013, toutes les sociétés pharmaceutiques suisses ont le devoir de publier les fiches d'information destinées aux professionnels et aux patients dans l'AIPS de Swissmedic,,. La publication dans l'AIPS des fiches d'information destinées aux professionnels et aux patients est gratuite pour les entreprises pharmaceutiques, aux frais de Swissmedic. Toutes les données recueillies dans l'AIPS sont du domaine public et peuvent être téléchargées tous les jours gratuitement au format XML. Depuis le 1er janvier 2014 les résumés des caractéristiques du produit (RCP) fournis par l'industrie pharmaceutique suisse ne sont plus imprimés,. Les notices d'information destinées aux patients insérées dans les boîtes n'ont jamais été rassemblées dans un volume exhaustif en Suisse.

#### Interprétation des décisions de justice et obligation de divulgation dans l'AIPS
Le travail d’ywesee et l'échec des poursuites contre la société permettent l'accès à toutes les informations spécialisées (en allemand et en français) et destinées aux patients (en allemand, français et italien) disponibles en Suisse dans le domaine public au format XML. Ainsi aujourd'hui chacun a la possibilité d'exploiter les données de l'AIPS sans avoir à demander une autorisation préalable à une tierce entreprise. Si ces données n'étaient pas obtenues gratuitement. Les informations médicamenteuses destinées aux professionnels et aux patients seraient protégées par le droit d'auteur.

#### Enquête complémentaire par la Commission de la concurrence
En décembre 2012, la Commission suisse de la concurrence (Comco) ouvre une enquête complémentaire contre Documed (de), e-mediat et HCI Solutions,.

## Produits et services
- oddb, de l'anglais : open drug database, une base de données de renseignements pharmaceutiques[22] ;
- generika.cc, base de données quotidiennement mise à jour des médicaments génériques disponibles en Suisse, par ywesee[23] ;
- AmiKo par ywesee, fondé sur les données AIPS de Swissmedic, de l'Office fédéral de la santé publique et de Refdata.ch ouvertes au public[24], pour Android[25], pour Apple iOS[26], Mac OS X[27] et pour Microsoft Windows[28].